# LIVESTRONG
LIVESTRONG（リブストロング財団、英語: LIVESTRONG Foundation）は、がん患者および家族の支援を行っているアメリカ合衆国の非営利団体。自転車競技選手でがん生存者でもあるランス・アームストロングによって1997年に設立された。後にアームストロングはドーピングを行っていたことが発覚し、本財団の理事を辞職した。
文脈によっては、同団体がキャンペーンのために販売しているリストバンドを指す場合もある。

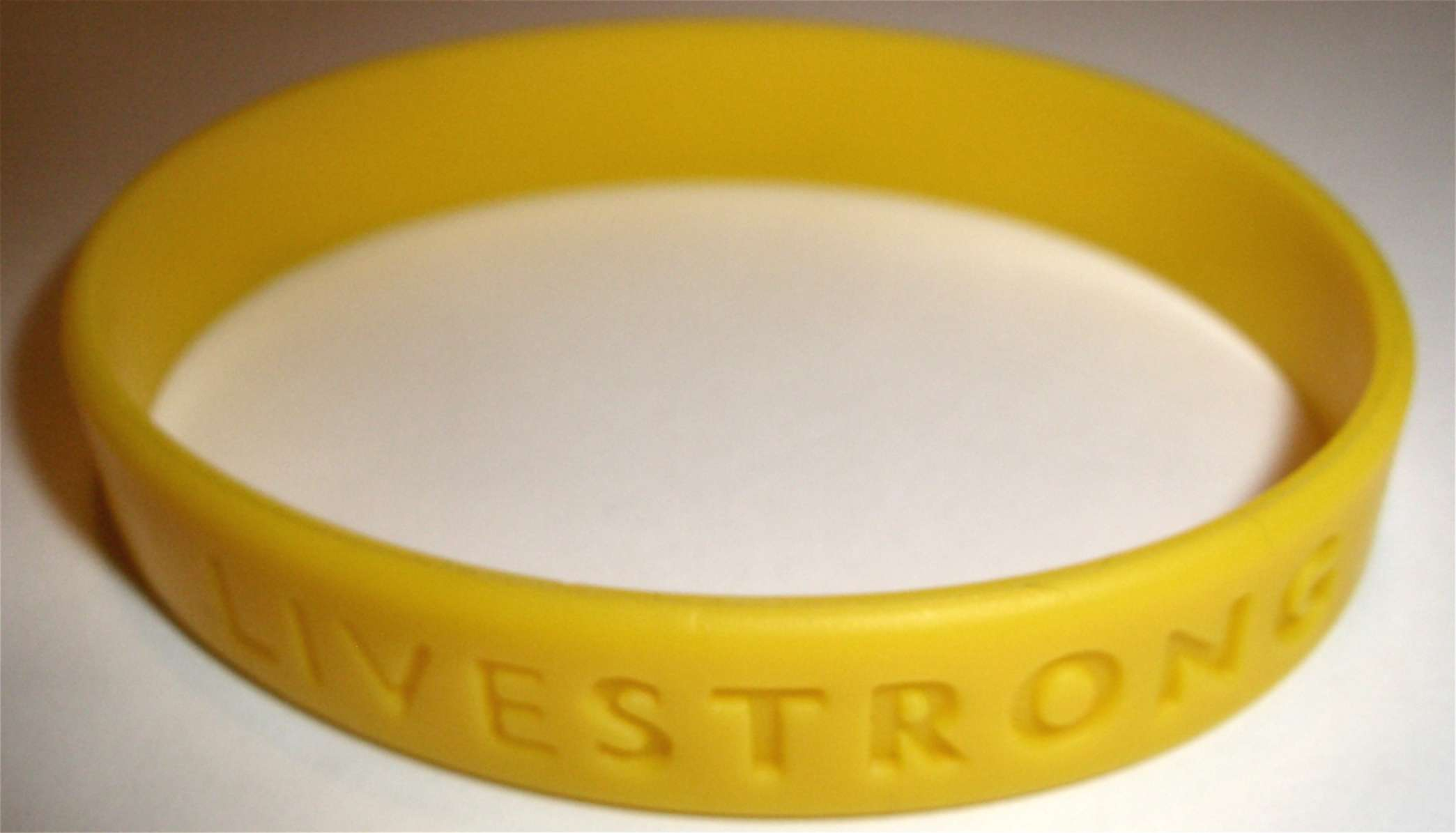
LIVESTRONGプロジェクトのリストバンド

## 概要
英語でLIVESTRONGは、「強く生きよう」という意味。主な活動は、癌と診断された人とその家族等を勇気づけ、必要な情報や支援を提供すること。ナイキとのタイアップにより作られた黄色リストバンドのキャンペーンを始めた団体として広く知られる。
所在地はアームストロングの出身地であるテキサス州オースティン。年間予算は約28億円。

## 沿革
- 1996年 - ランス・アームストロングが精巣腫瘍と診断される。
- 1997年 - ランス・アームストロング財団の設立。
- 2003年 - ランス・アームストロング基金の設立。
- 2004年 - LIVESTRONGリストバンドの発売開始。
- 2006年 - 自転車レース、ウォークなどのイベントを含むLIVESTRONGチャレンジが5箇所で開始。
- 2009年 - 団体名がLIVESTRONGに改称。
- 2010年 - Cancer Navigation Centerという直接サポートセンターがオースティンでオープン。
- 2011年 - 日本でJapan for LIVESTRONG任意団体を設立。
- 2012年 - アームストロング、LIVESTRONG財団の理事を辞任。

## 日本での活動
LIVESTRONGのリストバンド自体は、米国での販売開始直後から日本国内でも主に自転車関連の販売店などで輸入・取扱されていた。
2011年に、LIVESTRONGの活動を日本で支援するJapan for LIVESTRONG（ジャパン・フォー・リブストロング）が設立された。癌に対する意識を高めるためのイベントを東京や福岡で開催するほか、癌サバイバー（生存者）の体験談を広めたり、癌の情報を提供したりする活動を行っている。